# Google 広告
Google 広告（グーグルこうこく、Google Ads）は、Googleが提供する広告出稿サービスである。出稿された広告は、Google AdSenseなどを用いて様々なWebサイトに表示される。
2018年7月に現在のサービスに変更を行っており、旧称は「Google AdWords」であった。

## 概要
あらかじめ、その広告に関連するワードを設定しておくことで、Google 検索の検索結果表示画面などにおいて、ユーザーの検索ワードに適した広告が表示される。また、Google AdSenseと関連したサービスであり、Google AdSenseを使用したWebサイトでも表示される。
広告費用は、オークション等によって決定されたクリック単価と利用者のクリック回数に応じて金額が決定する。